# Fintlandsmoor und Dänikhorster Moor
Fintlandsmoor und Dänikhorster Moor este o arie protejată (arie specială de conservare — SAC, sit de importanță comunitară — SCI) din Germania întinsă pe o suprafață de 240,05 ha, integral pe uscat.

## Localizare
Centrul sitului Fintlandsmoor und Dänikhorster Moor este situat la coordonatele 53°10′18″N 7°53′53″E / 53.1717°N 7.8981°E.

## Înființare
Situl Fintlandsmoor und Dänikhorster Moor a fost declarat sit de importanță comunitară în ianuarie 2005 pentru a proteja un număr necunoscut de specii din flora spontană și fauna sălbatică aflate în arealul zonei. Situl a fost protejat și ca arie specială de conservare în iunie 2017.

## Biodiversitate
Situată în ecoregiunea atlantică, aria protejată conține 5 habitate naturale: Lacuri și iazuri distrofice naturale, Turbării active, Mlaștini oligotrofe degradate, capabile încă de regenerare naturală, Depresiuni pe substraturi de turbă de Rhynchosporion, Mlaștini împădurite.
La baza desemnării sitului se află un număr nedeclarat de specii protejate.
Pe lângă speciile protejate, pe teritoriul sitului au mai fost identificate 1 specie de plante.